# 大迫ダム
大迫ダム（おおさこダム）は、奈良県吉野郡川上村大字大迫地先、一級水系紀の川本川最上流部に建設されたダムである。

## 沿革
奈良盆地は穀倉地帯でありながら雨が少なく、慢性的な水不足に悩まされる土地柄であり、山を隔て流れる紀の川（奈良県内では吉野川と呼称される）の水は魅力的であった。この為元禄の頃には紀の川の水を奈良盆地へ引こうとする「吉野川分水」構想が高橋佐助によって持ち上がり、以来300余年に亘る奈良県民の悲願となった。だが、水利権を持つ紀伊藩・和歌山県はこの構想には強硬に反対しており、『紀の川の水は、奈良県には一滴もやれぬ』として奈良県との対立を続けていた。
戦後、深刻な食糧事情を解決する為に農林省（現・農林水産省）は1947年（昭和22年）より『国営農業水利事業』を展開し始めたが、有力な穀倉地帯である奈良盆地・紀伊平野の食糧増産を図るには紀の川の開発が重要であるという認識に立ち、1949年（昭和24年）より『十津川・紀の川総合開発事業』に着手した。この事業は紀の川の水を奈良盆地に分水し、分水によって減少した水量を熊野川から分水して補給する事で灌漑用水を効果的に供給するものである。この為建設省（現・国土交通省）が熊野川に計画した猿谷ダムも利用した河川総合開発事業として計画は進められた。紀の川水系では津風呂川に津風呂ダムを、貴志川右支野田原川に山田ダムを建設して用水を確保、更に12箇所あった井堰を4井堰に統合して合理化を図った。
そして紀の川水系における『十津川・紀の川総合開発事業』の根幹施設として、紀の川本川の最上流部に計画されたのが大迫ダムである。

## 完成までの経緯
1950年（昭和25年）紀の川の利水に関する奈良県と和歌山県両知事によるプルニエ協定が成立し、現地点にダムを建設し水源とする事で調整が図られた。だが、実施計画調査におけるダム堤高・貯水容量は様々な思惑もあって迷走を続けた。1953年（昭和28年）の当初計画では89.0 mであったが翌1954年（昭和29年）には58.0 mに低減。その後1958年（昭和33年）には68.0 mと10 m高くなり、更に翌1954年（昭和34年）には伊勢湾台風による紀の川の大水害を受けて洪水調節機能の付加が論じられ、それに伴って87.0 mと更に高くなり、貯水容量も前年計画の4倍に膨れ上がった。この様に計画が迷走した背景には、治水・利水目的の加除に対する農林省・建設省の連携不備や伊勢湾台風による緊急的治水対策、減反政策による農地灌漑面積の変更など複雑な要因が絡み合っていた。
1960年（昭和35年）になると下流の川上村大滝に建設省は特定多目的ダムである大滝ダムの建設計画を発表、大迫ダムは洪水調節目的が外れた。同時期奈良県は大迫ダムの上流部、川上村入之波地先に水力発電専用の「入之波ダム計画」を発表したが、最終的には大迫ダムに発電目的を付加する事で決着し「入之波ダム計画」は中止された。こうして大迫ダムは現在の規模に落ち着いた訳であるが、ダム建設に伴って151世帯が水没する事となり、折から大滝ダムへの厳しい反対闘争が展開された事もあって、農林省は主要4住民団体との補償交渉に腐心する。
さらにダムサイトの地盤が脆弱で、地滑りの危険性がある事が指摘されていた所、1967年（昭和42年）5月11日にダムサイト左岸200 m地点で幅40 cm、長さ150 mに亘って大規模な地滑りが発生した。この為ダム型式の対応を含め地滑り対策について「大迫ダム対策審議会」で議論していた最中の1969年（昭和44年）3月17日、農林省がダムの転流工事着手を強行した事に水没住民が反発。約100名が実力行使に出る事件もあった。最終的にアーチ式コンクリートダムに決定したが地質問題は未解決のままとなった。
その後補償交渉も妥結し、本体工事は1973年（昭和48年）10月に完了。1974年（昭和49年）より本格運用に入った。大迫ダム完成後にダム湖岸で地滑りは発生していないが、下流に建設された大滝ダムでは建設後に地すべりで住宅を移転せざるを得なくなるなど問題化した。

## 概要

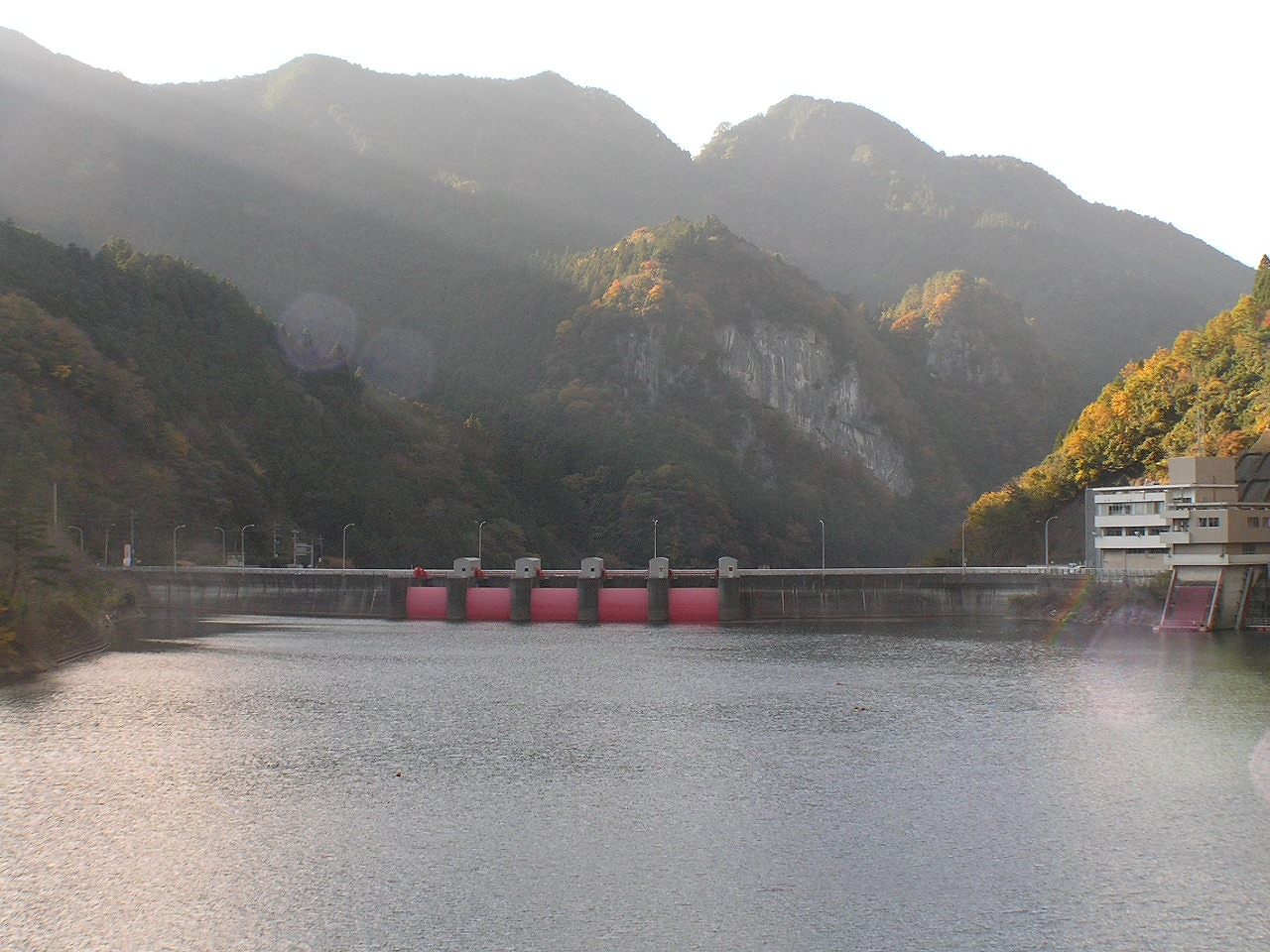
上流右岸から見る大迫ダム

大迫ダムは紀の川本川初のダムである。型式はアーチ式コンクリートダム、高さは70.5 m。洪水調節、即ち治水目的を有していない多目的ダムであり『十津川・紀の川総合開発事業』の中核的施設である。
目的は奈良盆地・紀伊平野への灌漑、奈良県北部地域（奈良市・生駒市・大和郡山市・天理市・桜井市・宇陀市・香芝市・大和高田市・橿原市・葛城市・御所市・高市郡・生駒郡・北葛城郡）11市14町1村への上水道供給、そして関西電力による認可出力7,400kWの水力発電である。大迫ダムの水は下流の吉野郡大淀町にある下渕頭首工より幹線水路を経て奈良県北部へと送水される。

## 放流事故と対策
前述の通りダムには洪水調節機能がない。日本有数の降雨地帯である大台ヶ原を水源としている事から洪水が多発する紀の川であるが、大滝ダムで治水を行うという前提で大迫ダムには治水目的を付けなかった。この為洪水時には流入量をそのまま放流することとなる。1982年（昭和57年）7月31日から8月1日に掛け、流域を台風10号が襲った。大台ヶ原では31日午後11時からの2時間に153 mmという猛烈な雨が降り注ぎ、大迫貯水池は急激に増水しダム天端より越流寸前の危機的状況となった。この為ダムは緊急放流を行うが、事前にサイレンによる警戒を実施したものの増水が急激で対応が結果的に遅れ、紀の川河川敷でキャンプや釣りをしていた28人が孤立、内7人が死亡した。
この事故は新聞にも大きく取り上げられ、8月12日には衆議院災害対策特別審議会の中で問題にもなった。この中でゲート操作の不備とサイレン警報の遅れを指摘された。その後の調査でゲート操作は指針通り実施され、サイレンも鳴らされていたが実際被災者はサイレンが聞こえなかったと証言しており、河川管理の在り方が改めて問われた。事態を重く見た管理者である農林水産省近畿農政局は「近畿ダム管理検討委員会」を設置。専門家によるより迅速かつ確実な管理・緊急時の対策を検討し、より早期での警戒サイレンの発動や装置の充実を図った。これ以降死者がでる事は無くなったが、当時台風が接近し河川が増水していたにもかかわらず居残ったキャンパーなどの責任はダム管理者への責任に隠れ表面化していない。こうした河川利用者の自己責任が問われていくのは、玄倉川水難事故まで待たなければならなかった。

## 観光とアクセス

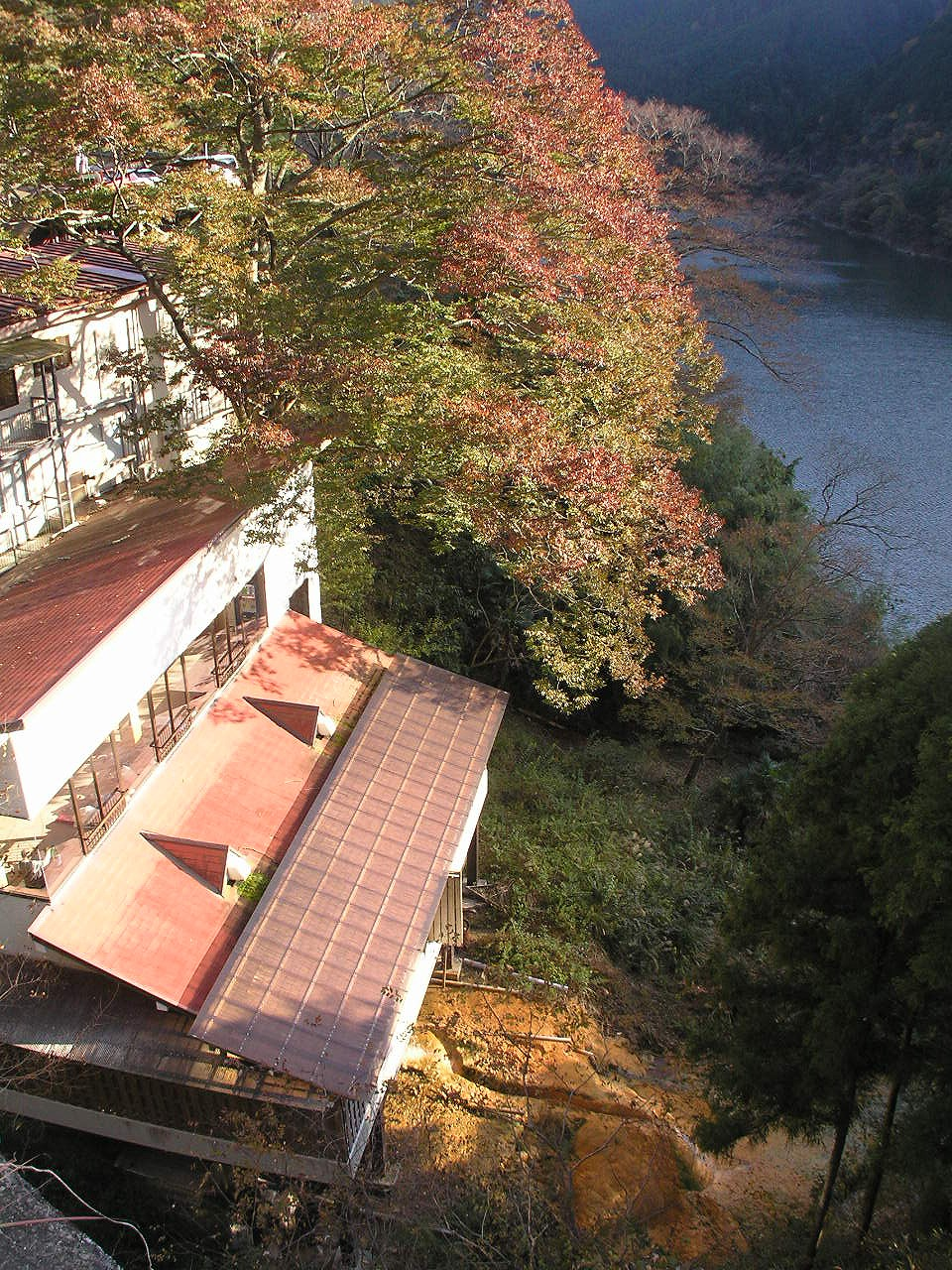
入之波温泉「湯元 山鳩湯」

ダムへは国道169号を熊野方面に南下すると到着する。途中大滝ダムがあり、そこから更に南下する。ダム付近には入之波温泉、五色湯（2009年5月閉館）などの温泉があり、大迫貯水池では釣りも可能である。ヘラブナ、ブラックバスなどが釣れ、入漁料大人700円・子供450円で釣りが出来る大迫ダムつり公園が川上村によって整備されている。なお、ダムより更に南下すると大台ヶ原方面に至り、池原ダムや瀞峡へも行く事が出来る。付近一帯は吉野熊野国立公園の指定区域でもある。